# Juventus Football Club nella cultura di massa
(Gianni Brera, 1987.)
Nel corso degli anni la società calcistica italiana per azioni Juventus Football Club, oltre a imporsi come realtà sportiva nazionale e internazionale, ha acquisito un posto di rilievo in ambito socioculturale. A testimonianza di ciò, diversi studiosi ritengono che la storia societaria s'intrecci strettamente con quella di Torino e d'Italia, in virtù di un insieme di fattori quali il legame che dal 1923 unisce la squadra con la dinastia industriale Agnelli, che ha dato origine al sodalizio imprenditoriale più antico e duraturo dello sport italiano e che ha permesso al club di essere da allora gestito da imprenditori provenienti dalla regione settentrionale della Penisola; ciò pur rimanendo estremamente popolare tra le classi lavoratrici a livello nazionale, frequentemente d'origine meridionale, parziale conseguenza della diffusione delle fabbriche della casa automobilistica FIAT. Le numerose vittorie ottenute dalla squadra in ambito federale e confederale hanno, spesso, coinciso temporalmente con i principali successi ottenuti dalla nazionale italiana, di cui la Juventus è la principale contributrice; ciò, unito all'evoluzione e ulteriore diffusione a livello globale della propria tifoseria, nonché a diverse rivendicazioni anticampanilistiche, l'ha resa un'istituzione nazionale e ha generato molteplici e molto sentiti sentimenti ambivalenti da parte dei tifosi avversari.
In virtù del prestigio sportivo presto raggiunto, la Juventus è stata tra le prime squadre a godere in Italia di dirette radiofoniche e televisive dei suoi incontri. La sua notorietà gli ha inoltre permesso, a livello internazionale, d'influire seppur indirettamente sulla fondazione e/o identità visiva di numerose squadre sportive (legate in parte all'emigrazione italiana), divenendo contemporaneamente uno strumento d'italianità; mentre il consenso che suscitava, come riflesso dell'identità sabauda-industriale della sua città d'origine, ha presto elevato i bianconeri a uno dei maggiori simboli rappresentativi di Torino e del Piemonte.
Club rinomato per la propria disciplina e professionalità, la sua evoluzione storica e popolarità – nonché l'ampia antipatia da parte dei tifosi rivali – sono stati illustrati attraverso diverse analisi artistico e/o accademiche e utilizzati come sfondo di lungometraggi, canzoni e testi letterari estranei all'ambito strettamente sportivo.

## Cinema
Nel 1937 il film Contessa di Parma di Alessandro Blasetti ha come protagonista un calciatore famoso e frequentatore della mondanità, basato sullo juventino Felice Borel, che compare in una piccola parte assieme ad altri calciatori bianconeri dell'epoca.
Il primo film in cui la Juventus fu trattata quale argomento cinematografico fu L'inafferrabile 12 (1950), diretto da Mario Mattoli; nella pellicola compaiono giocatori bianconeri di allora quali Giampiero Boniperti e Carlo Parola.  Da allora, diversi riferimenti si trovano in Mamma Roma, scritto e diretto da Pier Paolo Pasolini nel 1962 e proiettato alla XXIII Mostra internazionale di Venezia, in La classe operaia va in paradiso di Elio Petri (1971), film vincitore del Grand Prix al Festival di Cannes 1972, in Vacanze in America di Carlo Vanzina (1984), dove si assiste a una partita tra studenti juventini e romanisti a Zabriskie Point, nella Valle della Morte e in Santa Maradona di Marco Ponti (2001), nel quale due dei protagonisti discutono sull'esito del campionato 1972-73, risolto in favore della Juventus all'ultima giornata, e si trova una scena ambientata allo stadio delle Alpi durante l'incontro di campionato tra i bianconeri e l'Atalanta.

Diego Abatantuono interpreta l'acceso tifoso juventino Tirzan in Eccezzziunale... veramente (1982)

Per quanto riguarda i film di argomento più legato al calcio e al tifo, sul versante della satira di costume figura Il presidente del Borgorosso Football Club di Luigi Filippo D'Amico (1970), in cui il personaggio eponimo, interpretato da Alberto Sordi, ingaggia l'ex juventino Omar Sívori, presente nel film nella parte di sé stesso; nei primi anni 1980, in Eccezzziunale... veramente del citato Vanzina (1982), Diego Abatantuono rappresenta, nei tre episodi di cui si compone il film, rispettivamente un tifoso milanista, uno interista e uno juventino; stesso ruolo interpretò nel sequel, un quarto di secolo più tardi, in Eccezzziunale... veramente - Capitolo secondo... me (2006), ancora di Vanzina; e nel film cult L'allenatore nel pallone (1984), mentre che in Tifosi di Neri Parenti (1999) il riferito attore interpretò un ultrà juventino. Infine, sul fronte dell'analisi del disagio sociale e del tifo come valvola di sfogo dell'aggressività, figura il film Ultrà di Ricky Tognazzi (1990), che parla delle vicende di un capotifoso della Roma (interpretato da Claudio Amendola) e del gruppo organizzato da lui guidato che si reca in trasferta a Torino, dove ingaggia violenti scontri con i Drughi, frangia di ultras bianconeri.
Al trentennio di storia bianconera che va dagli anni 1980 agli anni 2010, nonché al suo legame con la famiglia Agnelli, è dedicato il documentario indipendente Bianconeri – Juventus Story di Marco e Mauro La Villa (2016).

## Televisione
Nella serie britannica Dream Team, nel nono episodio dell'ottava stagione, Coupe De Foudre ("Amore a prima vista", 2004), la squadra torinese viene riferita come quella che tenta di ingaggiare Tommy Valentine, uno dei protagonisti, nonché membro della società inglese fittizia «Harchester United», sulla quale si basa la trama, cedendo in cambio il tesserato Carlos Valdéz, ma la trattativa saltò dopo la sconfitta dell'Harchester contro il Paris Saint-Germain in Champions League.
Nel 2018 la Juventus diventa la prima squadra calcistica al mondo a essere protagonista di una serie on demand a essa dedicata, il docu-reality First Team: Juventus, distribuita da Netflix e incentrata sul privato di alcuni membri della rosa e staff tecnico del club durante la stagione 2017-18. L'anno seguente la mascotte juventina Jay è protagonista della serie animata Team Jay prodotta da Nickelodeon e trasmessa da Nick Jr. Nella stagione 2020-21 la prima squadra bianconera è al centro di un'altra docu-serie, All or Nothing: Juventus, distribuita da Amazon Prime Video.

## Letteratura
La poesia-tributo Madama Juve, scritta in piemontese dallo scrittore e giornalista Giovanni Arpino, fu inclusa nel libro Opere (1992), antologia curata dai poeti Giorgio Bàrberi Squarotti e Massimo Romano. Tale poesia, insieme ad altri omaggi alla Juventus composti da Arpino, è stata tradotta in italiano dal critico letterario torinese Bruno Quaranta e pubblicata nella sua opera Stile e stiletto (1997). Sempre a opera di Arpino sono altri riferimenti alla Juventus, citati in Racconti di vent'anni (1974) e in Opere scelte (2005), antologia letteraria, narrativa e giornalistica a cura dell'italianista veneziano Rolando Damiani.
Ancora in ambito letterario la Juventus è stata menzionata in diversi romanzi di Mario Soldati, come in Le due città (1964), America primo amore (1935), Un prato di papaveri. Diario 1947-1964 (1973) e Lo specchio inclinato. Diario 1965-1971 (1975); assume un ruolo di rilievo nel giallo Hanno rapito la Juve, opera prima del giornalista Carlo Moriondo e pubblicato in diciannove puntate sul quotidiano La Stampa durante l'estate del 1973, in cui si narra dell'odissea dei bianconeri allora allenati da Čestmír Vycpálek nei giorni precedenti un decisivo incontro al Yankee Stadium di New York contro il fittizio Atlético Asunción e fa da sfondo, come punto di riferimento nella vita del protagonista, nel romanzo di Aldo Nove Puerto Plata Market (1997); il club è citato in La tregua, romanzo scritto da Primo Levi e vincitore del Premio Campiello nel 1963 oltreché in alcuni saggi del giornalista Aldo Cazzullo, tra i quali I ragazzi di via Po del 1997, dov'è parte del contesto storico-culturale della società torinese degli anni 1950, e Il mistero di Torino del 2003, scritto con il giornalista sassolese Vittorio Messori, nel quale la Juventus viene descritta come una delle icone della città sabauda. Sempre nel 2003 i giornalisti Mario e Andrea Parodi hanno citato la Juventus allenata da Giovanni Trapattoni, campione d'Italia nel 1977 e 1978, all'interno del contesto storico e sociale della crisi politico-istituzionale dell'Italia di quegli anni, nel loro libro In bianco e nero.

## Fumetti
La Juventus viene citata diverse volte nel corso della trama del manga giapponese Captain Tsubasa – con il nome di «Juvenile» nella versione in lingua italiana e come «F.C. Piemonte», se non con quello originale, nella versione in lingua giapponese nonché internazionale – e nei rispettivi sequel correlati, pubblicati in diversi mezzi di comunicazione, quali l'anime Captain Tsubasa Road to 2002 (2001), il manga omonimo e il videogioco Captain Tsubasa V: Hasha no shōgō campione, come la squadra in cui milita durante la prima fase della carriera da professionista l'antagonista principale della serie, Kojirō Hyūga e, nel videogioco citato, anche di Ken Wakashimazu. Nel corso della trama delle succitate pubblicazioni, inoltre, compaiono alcuni personaggi ispirati a giocatori reali tesserati dalla società torinese che giocano per la squadra bianconera come il centrocampista Willem Arminius, ispirato a Edgar Davids, il regista e capitano della squadra Gustaph, a Zinédine Zidane, e il centravanti Theodul, a David Trezeguet o quelli del passato come Salvatore Gentile, ispirato al campione del mondo 1982 Claudio Gentile.
Altri fumetti nei quali la squadra torinese viene trattata sono Theo Calì (1973), primo fumetto prodotto in Italia in cui il protagonista era un calciatore opera del giornalista Italo Cucci e Paolo Morisi scritta con uno stile preso dal fotoromanzo, edita dalla Fotometalgrafica Emiliana e incentrata su un giocatore della Juventus presieduta allora da Giampiero Boniperti divenuto in una sorta d'antieroe, e Juve Ultrà (1991), distribuito da Italian Press Milano, su un gruppo di membri del tifo organizzato.

## Musica
Oltre agli storici inni societari, vi sono altre canzoni scritte in omaggio alla squadra come Il cielo è bianconero, Vecchia Signora, Juve facci sognare, Magica Juve e Juve dai facci un gol, tutte a opera del compositore Francesco De Felice. Tra quelle composte dagli artisti più noti, figurano Juvecentus, opera di Pierangelo Bertoli nel 1997, in occasione del centesimo anniversario della fondazione del club, La Signora Juve, dal cantante Emilio Pericoli, pubblicato sul disco di 45 giri nell'album intitolato La Signora Juve/Gente Allegra e presentato nel festival Una Canzone per la vostra squadra svolto al Teatro Ariston nel 1964; Juventus e Forza Juve, dal compositore torinese Domenico Seren Gay e presenti rispettivamente negli album Juventus/Maria (1962) e Forza Juve/Gioanin Pet Pet Sigàla (1968); mentre, in senso ironico, l’attore comico Checco Zalone compose il brano intitolato I juventini, scritto dopo lo scandalo del calcio italiano del 2006 e che vedrà pubblicata una versione inedita supplementare nel 2007.
In Inghilterra i tifosi del Notts County sono soliti intonare il loro coro da stadio It's just like watching Juve (È proprio come guardare la Juve), in riferimento alla comunanza cromatica delle uniformi dei due club, ogni volta che la loro squadra realizza una grande prestazione.

## Arte

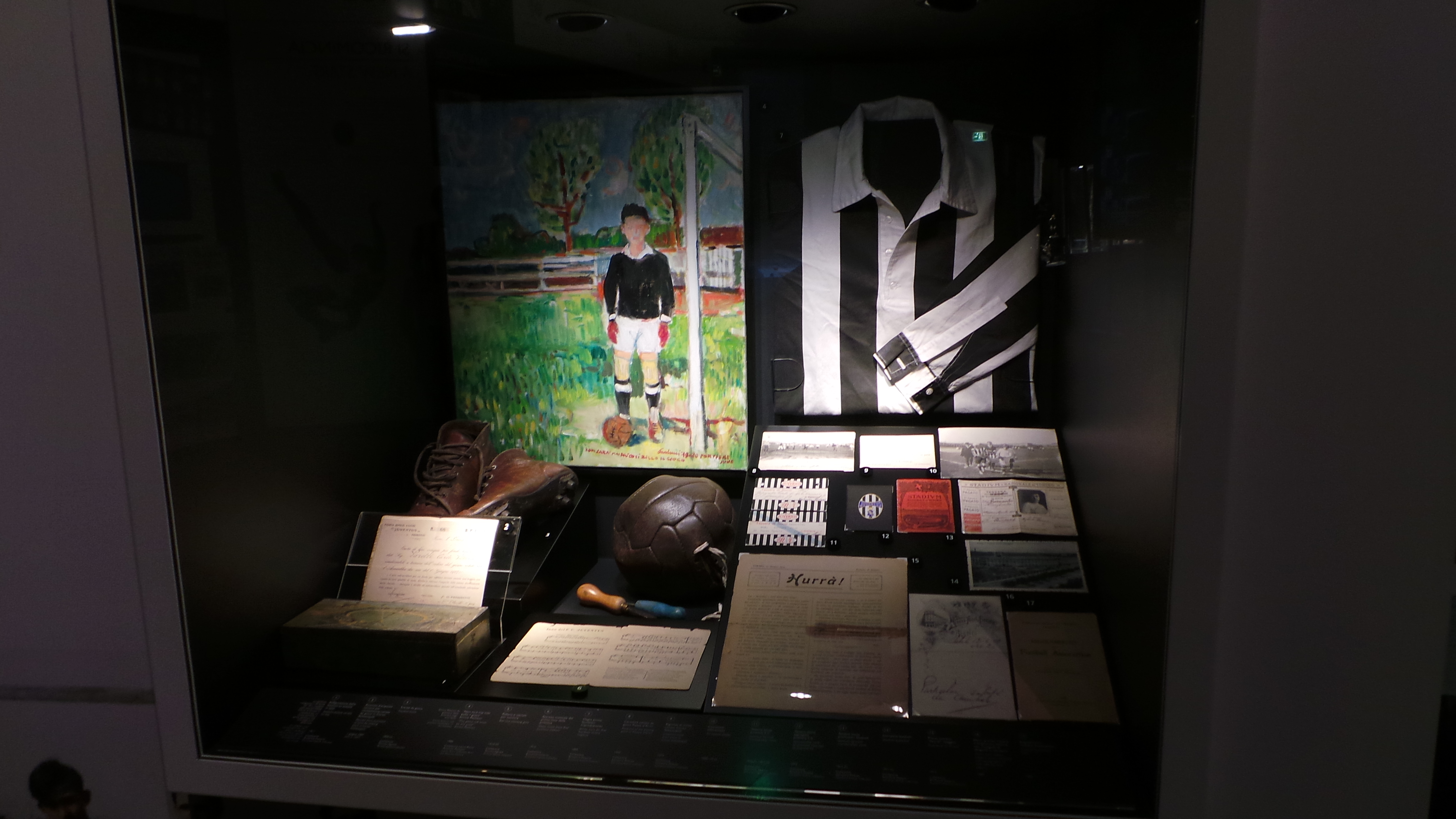
Il quadro Il portiere di Enrico Paulucci conservato nello J-Museum

Domenico Durante in arte Durantin, già portiere juventino all'inizio del Nocevento, fu altresi uno stimato pittore e disegnatore: nel corso di quest'ultima carriera fu anche illustratore per il mensile societario Hurrà Juventus e autore delle campagne promozionali dei bianconeri. Fu per breve tempo un calciatore juventino anche Enrico Paulucci, divenuto ben più noto con la sua successiva attività pittorica.
Dal 1987 le Poste Italiane pubblica un francobollo dedicato alla squadra vincitrice del campionato di Serie A di calcio maschile. Oltre a quelli in omaggio alla Juventus campione d'Italia, di cui spiccano l'affrancatura dedicata al titolo nazionale ottenuto nella stagione 2011-12, il primo in assoluto con proprietà autoadesive, e quella dedicata al trionfo in campionato 2014-15, il primo a riportare un codice QR; nel settembre 1996 l'Istituto Poligrafico e Zecca dello Stato pubblicò una affrancatura, con un valore nominale di 750 lire, celebrativo del trionfo della squadra torinese nella Champions League, che presenta una vignetta dei tifosi esponendo bandiere bianconere nonché il tricolore italiano.
L'ufficio postale di Saint Vincent e Grenadine presentò nel marzo 1994 una serie di francobolli dedicati alla Juventus e i suoi giocatori con la leggenda in inglese JUVENTUS F.C. THE FIRST TEAM TO WIN ALL EUROPEAN CUPS («Juventus F.C. La prima squadra a vincere tutte le coppe europee»). Uno di essi, denominato Juventus F.C. and Trophies («Juventus F.C. e Trofei»), valutato in sei dollari, commemora il trionfo nelle allora tre competizioni stagionali UEFA per club attraverso una vignetta che presenta – vissuti da sinistra – la metà superiore della Coppa UEFA, della Coppa delle Coppe e Coppa dei Campioni, avendo come sfondo lo stadio delle Alpi orientato verso la Curva Sud, il tradizionale punto d'incontro della tifoseria organizzata. Una versione più amplia include immagini complete dei citati trofei oltreché retratti di due tra gli artefici di tale traguardo: il presidente Giampiero Boniperti, a sinistra, e l'allenatore Giovanni Trapattoni, a destra.
Tra i giocatori juventini rappresentati in diverse azioni di gioco nella raccolta, ognuno dal valore di un dollaro, figurano Antonio Cabrini, Claudio Gentile, Dino Zoff, Franco Causio, Gaetano Scirea, Giuseppe Furino, Jürgen Kohler, Marco Tardelli, Michel Platini, Roberto Baggio, Paolo Rossi e Roberto Bettega.
Nel 2022 lo street artist brasiliano Eduardo Kobra ha omaggiato con un murale a tema bianconero la Juventus Academy della sua citta natale, San Paolo, nel distretto di Perus.

## Cultura
In virtù della propria evoluzione da associazione di chiara matrice studentesca, "goliardica" e aristocratica-borghese alla fine del XIX secolo, ad azienda a capitale privato convertita al «criterio della massimizzazione e diversificazione dei profitti in una dimensione sempre più internazionale» a inizi del III millennio, nonché nel distinguersi tra gli elementi che rappresentano la propria città e regione d'origine a livello globale assieme al cioccolato gianduja, alla Sindone e alla casa automobolistica FIAT, a divenire dagli anni 1930 uno strumento anticampanilistico, d'italianità e, a partire dal secondo dopoguerra, anche simbolo di una rinnovata identità nazionale oltreché al legame stretto e continuo che la storia del club ha con quella dell'azionista di riferimento e, più in generale, con quella del Paese, la Juventus è stata oggetto di analisi e/o riferimenti accademici in ambito storico, sociale e culturale.
Tra gli eventi culturali aventi come oggetto il club bianconero figurano la mostra fotografica La Grande Torino – Fotografie e storie tra il 1930 e il 1961, realizzata dalla Biblioteca Nazionale Universitaria nel dicembre 1988, dove ci si riferisce alla squadra del Quinquennio d'oro quale «protagonista di primo piano per l'ideologia del fascismo che inneggia alla forza, al coraggio e alla vittoria, base per ogni attività sportiva», il convegno multimediale All'inferno e ritorno. Viaggio nella passione juventina, curato dallo storico Giovanni De Luna e il direttore eventi e attività culturali Marco Pautasso in collaborazione con la Fondazione per il Libro, la Musica e la Cultura e il Teatro Stabile di Torino (TST) per la regia dei registi Guido Chiesa e Daniele Gaglianone e presentatosi alla XX Fiera Internazionale del Libro dal 10 al 14 maggio 2007 oltreché l'esposizione Juventus. 110 anni a opera di arte, organizzata in occasione del centodecimo anniversario della fondazione della società e tenutasi a Palazzo Bricherasio a cura della fondazione omonima, essendo presentata al pubblico sette mesi più tardi. Curata dal critico d'arte Luca Beatrice, l'esposizione illustrò lo sviluppo della storia, dei personaggi e dei successi della Juventus e il suo rapporto con la città di Torino attraverso un'analisi artistica e culturale sul calcio:
(Juventus. 110 anni a opera di arte, 2007.)
Ulteriormente, nel maggio 2013 fu inaugurata la mostra Passioni bianconere, evento organizzato dalla Biblioteca Universale Rizzoli (BUR) e tenutasi al Salone del Libro che raccontò il legame tra il club torinese e alcuni scrittori locali, mentre nell'aprile 2017 un dibattito sul legame che collega la squadra torinese e il tifo calcistico fu organizzato dall'Istituto italiano di cultura di La Valletta. Una tavola rotonda condotta, tra altri, dai giornalisti Darwin Pastorin e Antonio Barillà, fu presentata 7 mesi più tardi nella Biblioteca civica centrale di Torino sui 120 anni di storia del club, in cui hanno discusso il suo rapporto con la letteratura, il ruolo del giornalismo nei confronti della squadra e un racconto sui diversi scenari dove essa ha disputato i suoi incontri sportivi casalinghi.
Infine, nel maggio 2022 ebbe luogo un incontro alla Biblioteca universitaria di Pavia intitolato Vent'anni dopo è ancora il 5 maggio, dedicato al ventesimo anniversario del titolo ottenuto dalla Juventus nel campionato di Serie A 2001-02, il ventiseiesimo della propria storia, proprio un 5 maggio. Tale evento fu condotto dagli accademici Massimo Bochiola e Corrado Del Bò, assieme al poeta Davide Ferrari, e vide raccontati aneddoti e ricordi di quel torneo rimasto nell'immaginario calcistico italiano, con un accenno all'evoluzione storica del club torinese.